# Gneu Domici Ahenobarb (cònsol 162 aC)
Gneu Domici Ahenobarb (en llatí Gnaeus Domitius Cn. F. L. N. Ahenobarbus) va ser un magistrat romà. Formava part dels Ahenobarbs, una branca plebea de la gens Domícia. Era fill del cònsol del 192 aC Gneu Domici Ahenobarb.
L'any 172 aC va ser elegit pontífex i el 169 aC va ser enviat amb dos personatges més com a comissionat romà a Macedònia. Ell 167 aC va ser un dels 10 comissionats per arreglar els afers de la regió Macedònica, en cooperació amb Luci Emili Paule. L'any 162 aC els cònsols electes van abdicar en haver-se produït una irregularitat en un auspici durant l'elecció, i Gneu Domici Ahenobarb i Corneli Lèntul van ser elegits en el seu lloc.